# Résolution 1114 du Conseil de sécurité des Nations unies
Membres permanents
- Chine
- États-Unis
- France
- Royaume-Uni
- Russie

Membres non permanents
- Chili
- Corée du Sud
- Costa Rica
- Égypte
- Guinée-Bissau
- Japon
- Kenya
- Pologne
- Portugal
- Suède

Résolution no 1113 Résolution no 1115
La résolution 1114 du Conseil de sécurité des Nations Unies, adoptée le 19 juin 1997, après avoir rappelé la résolution 1101 (1997) sur la situation en Albanie, a autorisé une prolongation de la présence de la force multinationale dans le pays pour 45 jours supplémentaires, à compter du 28 juin 1997.
Le Conseil de sécurité a apprécié la manière impartiale avec laquelle le mandat du Conseil a été exécuté par la force multinationale de protection en Albanie et pour sa collaboration avec les autorités albanaises. Cette force a été autorisée à la suite de la crise dans le pays provoquée par l'effondrement d'un système financier pyramidal s'appuyant sur le système de Ponzi. Il a été noté que les violences persistaient et que, étant donné que des élections parlementaires devaient avoir lieu, une prolongation limitée était nécessaire.
Toute violence dans le pays a été condamnée et le Conseil a demandé instamment qu'elle cessent immédiatement. Les pays contribuant à la force multinationale ont été invités à supporter le coût de l'opération et, agissant en vertu du Chapitre VII de la Charte des Nations unies, ont été autorisés à assurer la sécurité et la liberté de mouvement de ladite force et des observateurs de l'Organisation pour la sécurité et la sécurité. Coopération en Europe (OSCE). La fourniture d'une aide humanitaire a été soulignée par la coopération avec le gouvernement albanais, l'OSCE, l'Union européenne, les Nations unies et les organisations internationales. Enfin, les États participants étaient tenus de soumettre au Conseil des rapports réguliers sur leurs opérations.
La résolution a été adoptée par 14 voix contre zéro, avec une abstention de la Chine, qui était contre ce qu'elle appelait « l'ingérence dans les affaires intérieures de l'Albanie » et s'était opposée à l'intervention antérieure autorisée dans la résolution 1101. Toutefois, compte tenu de la demande d'assistance émise par l'Albanie, elle n'a pas opposé son veto à la résolution.

## Voir également
- Crise albanaise de 1997
- Opération Libelle
- Opération Silver Wake